# محمد بن خليفة آل خليفة
محمد بن خليفة بن فيصل الجميلي آل خليفة التغلبي بن وائل، أمير قطر ومؤسس مدينة الزبارة والجد الأكبر لآل خليفة (حكام البحرين حاليا).
وُلد في موطن الجميلات الأصلي في الهدار وهي قرية في محافظة الأفلاج بمنطقة الرياض في المملكة العربية السعودية، جنوب نجد. ومن هناك انتقل إلى الكويت ومنها إلى قطر حيث حكم من عام 1765 حتى وفاته عام 1773.

## نسبه
هو محمد بن خليفة بن فيصل الجميلي التغلبي الوائلي حيث ينتسب إلى قبيلة الجميلات العريقة وتنتسب قبيلة جُميلة التغلبية العنزية إلى تغلب بن وائل وهم، أبناء جميل من بني كعب بن زهير بن جشم بن بكر بن حبيب بن عمرو بن غنم بن ديثار وهو تغلب بن وائل بن قاسط بن افصي بن دعمي بن جديلة بن اسد بن ربيعة بن نزار بن معد بن عدنان , ويقول النسابة والمؤرخ النجدي حمد بن محمد بن لعبون الوائلي : في مخطوطته الأنساب: «كانت لبني وائل حاضرة كثيرة من أعظمهم بني حنيفة وبنو يشكر وأهل خيبر ويقال بعض الدواسر الذين ليسوا من زائد وهم من بني تغلب ومن حاضرتهم في هذا الزمان الجميلات في الأفلاج وكان لهم في الماضي رياسة وسيادة وممن ينتسب اليوم إلى وائل آل خليفه أهل البحرين وال صباح  ، وممن ينتسب إلى وائل في هذا الزمان النتيفات من عنزة أهل الهدار»

## حياته
ولد الشيخ محمد في منطقة الهدار جنوبي نجد حيث كان والده زعيم قومه ثم رحل إلى الكويت مع والده أثر نزاعات حلت بين القبيلة فما كان منهم إلا أن انتقلوا مع أبناء عمومتهم آل صباح إلى القرين أو ما يعرف حالياً بالكويت، تولى محمد بن خليفة زعامة قومه بعد وفاة والده وإتفق الشيخ محمد مع أبناء عمومته آل صباح والجلاهمة على أن تكون التجارة في آل خليفة والحكم في آل صباح وتولى الجلاهمة البحر، وسرعان ما نشب خلاف بينهم وبين أبناء عمومتهم آل صباح فرحل محمد بن خليفة مع قومه من الكويت إلى شمال قطر، كما رحل الجلاهمة إلى منطقة الرويس في قطر وكان محمد قد جاء إلى قطر يريد التجارة لا السيادة ولكنه في النهاية حظي بهما معاً فقد إتصف الأمير بالورع والتقوى والحكمة..

### الهجرة من الكويت
أما أسباب هجرة آل خليفة وهم أحد الأفخاذ القوية في العتوب فكانت لها عدة روايات، إحداهما ماذكرها النبهاني: انه في سنة 1180 هـ / 1766 م كانت إحدى سفن الشيخ محمد بن خليفة آل خليفة زعيم آل خليفة وفيها أحد أبنائه راسية في الفلاحية، وكانت تحمل تمرا فهاجمها قطاع الطرق ليلا بهدف نهبها وقتل أحد المهاجمين وهو من بني كعب، فغادرت السفينة بسرعة وعادت للكويت. فطلب الشيخ بركات أمير المحمرة تسليم ابن الشيخ محمد لأخذ الثأر منه لقتيلهم فرفض الشيخ محمد تسليم ابنه، فاقترح عليه عبد الله بن صباح أن يأخذوا الابن في مسيرة ويذهبوا إلى بني كعب ويطلبوا منهم الصفح على أن يدفعوا لهم دية القتيل، فلم يوافق الشيخ محمد على ذلك الرأي وقال انه مستعد لدفع الدية مهما بلغت ولكنه لن يسلم ابنه وخاصة ان بني كعب هم الذين بدأوا بالعدوان. فاشتد الخلاف بين بني كعب والشيخ عبد الله نتيجة لذلك الرفض. مما دعا الأخير إلى الإلحاح على الشيخ محمد بتسليم ابنه على أساس انه ليس في مقدورهم محاربة بني كعب، فاستأذن الشيخ محمد آل خليفة بالخروج من الكويت فأذن له. ويؤكد النبهاني هذه الرواية بينما تذكر روايات أخرى أن سبب النزوح هو عندما آل الحكم إلى عبد الله بن صباح في عام 1180 ه/ 1766 م بعد وفاة والده، نشب خلاف بينه وبين ابن عمه وزوج أخته محمد بن خليفة بن محمد حيث يرى محمد أن الإمارة تتداول بينهم، فرفض عبد الله ذلك، فطلب الشيخ محمد من الشيخ عبد الله أن يسمح له ولعشيرته بالانتقال من الكويت إلى الزبارة وأن يحله من الحلف مقابل التنازل عن نصيبه من الأرباح، وقد قوبل عرضه بالإيجاب فانتقلوا إليها. وقد لحقهم آل جلاهمة بعد أن امتنع الشيخ عبد الله الصباح من اعطائهم مستحقاتهم من الواردات ثم تطور الأمر بأن اجلاهم من الكويت فلحقوا بآل خليفة في الزبارة.

## حكمه
بنى مدينة الزبارة مع بنيه حيث ذكر الشيخ عثمان بن سند البصري المتوفي عام 1826م أحد علماء وقضاة الزبارة، وشاهد عيان لأحداث حصار الزبارة وفتح البحرين عام 1783م، في مخطوطة " سبائك العسجد " أن الذين أسسوا مدينة الزبارة هم الشيخ خليفة بن محمد آل خليفة والشيخ محمد بن رزق (والد ابن رزق), وقد رد عليه الشيخ راشد آل بن علي في كتابه (مجموع الفضائل) ص 153 فقال: وليس هو الذي عمر الزبارة، بل كانت معمورة قبله بأعوام، إنما هو زادها عمران بمعاملته لمشتري اللؤلؤ، وكان يشتري جميع ما يجمع في قطر والبحرين وغيرهم ! حتى إنه إذا عرض عليه أحد رقم ولا تساوى معه يضل مهموم وربما يعزى ", وتؤكد المصادر البريطانية بناء الشيخ لمدينة الزبارة وقلعة مرير، التي تقع ألف وخمس مائة متر تقريباً خارج السور الخارجي. وفيما بعد تم بناء سورين بهدف ربط القلعة مع المدينة، ولكن لا يوجد دليل بأنهم فعلاً امتدوا إلى السور الخارجي من المدينة أو القلعة. إن الأصبخة بين هذين السورين كانت غير مأهولة بالسكان، وكان هناك أيضاً قناة طولها ألف ومائتين وخمسون متر من البحر إلى جوار القلعة وكان يستخدم لعبور القوارب الصغيرة. وخلال الفترة بين بداية القرن السابع عشر إلى القرن الثامن أصبحت الزبارة أحد المدن التجارية الرئيسية في الخليج، وقد جاء عمرانها عموماً من تجارة اللؤلؤ الطبيعي في الخليج، التي كانت الممارسة الاقتصادية الرئيسية في المنطقة ومن التجارة العامة بين إوروبا والهند.

## الوفاة
توفي الشيخ محمد بن خليفة في قلعة المرير بقطر في 1 محرم 1187 هجرية الموافق 25 مارس 1773 ميلادية ودفن هناك.

## الأسرة
- فاطمة (أو مريم) بنت صباح آل صباح: تم الزواج في عام 1708 في الصبيعة وهي ابنة الشيخ صباح الأول بن جابر شيخ الكويت من زوجته شقيقة الشيخ خليفة بن محمد العتبي.
  - خليفة بن محمد آل خليفة حكم لمدة سبع سنين (1190 ـ 1197هـ/ 1776 ـ 1783م).
- سيدة من قبيلة البنعلي في فريحة بقطر.
  - أحمد بن محمد آل خليفة (أحمد الفاتح) حكم الزبارة وفتح البحرين توفي بعد حكم دام 12 سنة (1197 ـ 1209هـ/ 1783 ـ 1794م). وهو أب لجميع أمراء وملوك مملكة البحرين وهو الجد التاسع لملك البحرين الحالي حمد بن عيسى بن سلمان آل خليفة.
  - الشيخ مقرن بن محمد آل خليفة ولم يحكم.
- سيدة من قبيلة البوكوارة في عام 1762 في قلعة الزبارة.
  - الشيخ علي بن محمد آل خليفة ولم يحكم.
  - الشيخ إبراهيم بن محمد آل خليفة ولم يحكم.